# Tokar (Sudan)
Tokar è un villaggio nello stato del Mar Rosso del Sudan. Vicino a Tokar è ubicata la riserva di caccia della Tokar Game Reserve.
La media delle temperature massime diurne, nei mesi da giugno a agosto, può arrivare a 43 °C, e la media delle temperature minime notturne non scende sotto i 28 °C. Durante il resto dell'anno c'è più "fresco" fino ad arrivare alle medie delle temperature massime diurne di 28 °C, e le minime notturne di 20 °C
del mese di gennaio. Le uniche precipitazioni piovose hanno luogo nei mesi tra novembre e gennaio, a eccezione del picco che avviene nel mese di agosto. In tutto il mondo, solo 48 località sono più calde di Tokar, mentre 166 sono più asciutte.